# 松前達郎
松前 達郎（まつまえ たつろう、1927年2月19日 - 2024年9月8日）は、日本の教育者、政治家。参議院議員（4期）。工学博士であり、東海大学総長を務めた。位階は従三位。

## 来歴
東海大学創立者の松前重義の長男として生まれる。東北大学工学部金属工学科卒業。首都大学野球連盟の会長ならびに日本高等学校野球連盟の最高顧問および全日本大学野球連盟の顧問を務める。また、文化面では日本対外文化協会および日本ブルガリア協会の会長を務め、実業面では、エフエム熊本の取締役も務める。

## 略歴
- 1950年 東北大学文部教官
- 1958年 電気通信省電気通信研究所主任研究員
- 1962年 工学博士
- 1963年 東海大学教授
- 1972年 学校法人東海大学副学長、九州東海大学学長に就任
- 1972年10月 三宝精機工業株式会社 相談役就任[2]
- 1974年 日本社会党公認で第10回参議院議員通常選挙に熊本県選挙区から立候補・次点
- 1977年 日本社会党公認で第11回参議院議員通常選挙に全国区から立候補して初当選。以後、4期務めた。
- 1987年－1991年 東海大学学長職1期目の就任
- 1991年9月 東海大学理事長・総長職、国際武道大学第2代理事長職に就任
- 1997年 ブルガリア共和国から「マダラの騎士勲章」を受章
- 1999年 本会議の国旗国歌法案の採決で棄権。
- 2000年4月-2003年3月 東海大学学長職2期目の就任
- 2000年11月 勲一等瑞宝章受章[3]
- 2001年、第19回参議院議員通常選挙に出馬せず政界を引退。
- 2006年　ロシア連邦から「ロシア連邦友好勲章」を受章
- 2007年10月-2009年9月 東海大学学長職3期目の就任
- 2009年 全日本アマチュア野球連盟会長[4]
- 2012年3月 ブルガリア共和国から「聖キリルと聖メトディ勲章」を受章
- 2014年5月 学校法人東海大学理事長職を退任
- 2024年9月8日 心不全のため、東京都八王子市の病院で死去した[5]。97歳没。死没日付をもって従三位に叙された[6]。

## 所属学会
- 日本金属学会

## 著書
（単著）
- 『ヨーロッパにおける科学技術』1970年、東海大学出版会
- 『蒼きヨーロッパ』1973年、徳間書店
- 『ある日のヨーロッパ』1975年、東海大学出版会
- 『未来への転換』1977年、東海大学出版会
- 『平和戦略の道』1982年、東海大学出版会
- 『防衛の限界』1987年、東海大学出版会
- 『我等の世界觀　望星学塾版』東海大学出版会
- 『私の20世紀』2002年、科学新聞社

（共著）
- 木村介次・松前達郎『材料の性質』1966年、東海大学出版会
- 松前達郎・木村登 共著『電気材料』1969年、東海大学出版会
- 大来佐武郎、松前達郎監修／松前達郎責任編集「環境教育シリーズ3」『科学と環境教育』
- 東海大学チャレンジセンター編『被災地と共に歩む　3.11生活復興支援プロジェクト』東海大学出版会

（翻訳）
- ヤザーニ、リー、松前達郎訳、坂田俊文訳『カウントダウン―宇宙戦争への秒読み』1985年、東海大学出版会
- ストックホルム国際平和研究所、松前達郎訳、坂田俊文訳『SIPRI年鑑―世界の軍備と軍縮』1985年、東海大学出版会

（不明なもの）
- 『亜鉛メッキのクロメート処理』
- 「耐摩耗性材料の研究」